# Parc Fabiola
Het Parc Fabiola is een park in de Belgische stad Verviers.
Het park ligt ingeklemd tussen de spoorlijn en de Rue Xhavier. Nabij het park liggen het theater en het stedelijk zwembad, en in het park bevindt zich een buste van Jean-Simon Renier, schilder en stichter van het Museum voor Schone Kunsten en Keramiek. Deze buste werd geplaatst in 1930, ter gelegenheid van de honderdste verjaardag van de Belgische Opstand.